# Sonpur
Sonpur eller Sonepur var en historisk vasallstat i tidigare Brittiska Indien. Furstendömet grundades 1556. Staten Sonpur motsvarade nuvarande delstaten Orissa.

## Regenter

### Rajas
- 1680 - 1700, Purusottama Singh Deo
- 1700 - 1725, Raj Singh Deo
- 1725 - 1750, Achal Singh Deo
- 1750 - 1770, Divya Singh Deo
- 1770 - 1771, Jarwar Singh Deo
- 1771 - 1786, Sobha Singh Deo
- 1786 - 1841, Prithvi Singh Deo
- 1800 - 1822, Rani Sri Laxmipriya
- 1841 - 9 september 1891, Niladhar Singh Deo
- 1841 - 18.., Rani Gundicha
- 9 september 1891 - 8 augusti 1902, Pratap Rudra Singh
- 8 augusti 1902 - 1 januari 1921, Bir Mitrodaya Singh Deo

### Maharajas
- 1 januari 1921 - 29 april 1937 Bir Mitrodaya Singh Deo
- 29 Apr 1937 - 15 Aug 1947 Sudhansu Shekhar Singh Deo